# Calcio Monza 1995-1996
Questa pagina raccoglie le informazioni riguardanti il Calcio Monza nelle competizioni ufficiali della stagione 1995-1996.

## Stagione
Nella stagione 1995-1996, fotocopia della precedente, il Monza si piazza in quarta posizione con 51 punti, venendo poi eliminata nella semifinale play-off dall'Empoli. 
La squadra, in questa stagione viene allenata da Simone Boldini, disputa una stagione di ottimo livello. Nel campionato che è stato dominato dal Ravenna, il Monza manca l'obiettivo finale venendo eliminata dalla corsa per il secondo posto (che vale la promozione) nel doppio confronto con L'Empoli. 
In Coppa Italia il Monza esce subito nel primo turno, eliminato dal Padova (squadra di Serie A).
Nella Coppa Italia di Serie C ottimo il percorso fatto dai biancorossi, i quali entrano in scena nel terzo turno eliminando il Varese, negli ottavi il Lumezzane e nei quarti il Lecce. In semifinale eliminano l'Acireale, mentre nella doppia finale vengono superati ancora una volta dall'Empoli. 
Sugli scudi in questa lunga stagione due attaccanti, Stefano Guidoni, che realizza 16 reti in campionato e 2 in Coppa, mentre Salvatore Giorgio ne segna 13 in campionato e 2 in Coppa.

## Rosa
| N. |                   | Ruolo | Calciatore         |
| -- | ----------------- | ----- | ------------------ |
|    | Italia (bandiera) | C     | Antonino Asta      |
|    | Italia (bandiera) | D     | Francesco Bega     |
|    | Italia (bandiera) | C     | Riccardo Bracaloni |
|    | Italia (bandiera) | P     | Luca Castellazzi   |
|    | Italia (bandiera) | A     | Marco Cavicchia    |
|    | Italia (bandiera) | C     | Federico Crovari   |
|    | Italia (bandiera) | D     | Alessio Delpiano   |
|    | Italia (bandiera) | A     | Simone Erba        |
|    | Italia (bandiera) | D     | Claudio Finetti    |
|    | Italia (bandiera) | A     | Alberto Gallo      |
|    | Italia (bandiera) | D     | Mavillo Gheller    |

| N. |                   | Ruolo | Calciatore           |
| -- | ----------------- | ----- | -------------------- |
|    | Italia (bandiera) | C     | Salvatore Giorgio    |
|    | Italia (bandiera) | A     | Stefano Guidoni      |
|    | Italia (bandiera) | A     | Gianluca Hervatin    |
|    | Italia (bandiera) | P     | Corsaro S alvatore   |
|    | Italia (bandiera) | D     | Claudio Macchi       |
|    | Italia (bandiera) | A     | Orazio Millesi       |
|    | Italia (bandiera) | D     | Ruggero Radice       |
|    | Italia (bandiera) | D     | Francesco Rossi      |
|    | Italia (bandiera) | C     | Fulvio Saini         |
|    | Italia (bandiera) | C     | Giuseppe Sanfratello |
|    | Italia (bandiera) | D     | William Viali        |

## Risultati

### Serie C1

#### Girone di andata
| Monza 27 agosto 1995 1ª giornata | Monza             | 0 – 0 | Fiorenzuola | Stadio Brianteo\| Arbitro: \| Pirrone (Messina) \| |
| Arbitro:                         | Pirrone (Messina) |       |             |                                                    |

| Arbitro: | Alban (Bassano del Grappa) |

|  |           |                                |
|  | Marcatori | 24’, 78’ Cavicchia 46’ Giorgio |

| Arbitro: | Lion (Padova) |

|                                             |           |  |
| Cancellato 53’ Masitto 68’, 90’ Corradi 73’ | Marcatori |  |

| Arbitro: | Sciamanna (Ascoli Piceno) |

|             |           |                       |
| Guidoni 29’ | Marcatori | 60’ Manca 67’ Mautone |

| Arbitro: | Cardella (Torre del Greco) |

|  |           |                                    |
|  | Marcatori | 29’ (rig.) Rossi 39’ Erba 57’ Asta |

| Arbitro: | Acronzio (Teramo) |

|                  |           |                                |
| Giorgio 26’, 44’ | Marcatori | 42’ (rig.) D'Aloisio 51’ Gadda |

| Arbitro: | Paparesta (Bari) |

|                                     |           |  |
| Nicoletti 2’ Balesini 70’ Melis 89’ | Marcatori |  |

| Monza 15 ottobre 1995 8ª giornata | Monza             | 0 – 0 | Alessandria | Stadio Brianteo\| Arbitro: \| Guiducci (Arezzo) \| |
| Arbitro:                          | Guiducci (Arezzo) |       |             |                                                    |

| Arbitro: | Bertini (Arezzo) |

|             |           |  |
| Guidoni 51’ | Marcatori |  |

| Arbitro: | Piretti (Ravenna) |

|              |           |             |
| Bogdanov 38’ | Marcatori | 43’ Giorgio |

| Arbitro: | Soffritti (Ferrara) |

|             |           |  |
| Giorgio 24’ | Marcatori |  |

| Prato 19 novembre 1995 12ª giornata | Prato           | 0 – 0 | Monza | Stadio Lungobisenzio\| Arbitro: \| Manari (Teramo) \| |
| Arbitro:                            | Manari (Teramo) |       |       |                                                       |

| Arbitro: | Strazzera (Trapani) |

|                       |           |                        |
| Guidoni 62’ Gallo 64’ | Marcatori | 5’ Lazzoni 74’ Paolino |

| Arbitro: | Borelli (Roma) |

|              |           |             |
| Polidori 57’ | Marcatori | 41’ Guidoni |

| Arbitro: | Alvino (Salerno) |

|                         |           |                                    |
| Guidoni 12’ Giorgio 90’ | Marcatori | 62’ G. Carboni 89’ (rig.) Scattini |

| Arbitro: | Gabriele (Frosinone) |

|             |           |                      |
| Cecconi 68’ | Marcatori | 39’ Giorgio 52’ Erba |

| Arbitro: | Calabrese (Avezzano) |

|                                  |           |                           |
| Guidoni 8’, 71’ Giorgio 54’, 90’ | Marcatori | 50’ Biliotti 78’ Guerzoni |

#### Girone di ritorno
| Arbitro: | Pin (Conegliano) |

|                          |           |                                            |
| R. Crippa 38’ De Min 46’ | Marcatori | 59’, 76’ Guidoni 78’ Cavicchia 90’ Giorgio |

| Arbitro: | Cardella (Torre del Greco) |

|                                           |           |  |
| Radice 21’ Asta 62’, 79’ Guidoni 65’, 73’ | Marcatori |  |

| Arbitro: | Rigolon (Trento) |

|                                                         |           |                       |
| Guidoni 10’ Cavicchia 53’ F. Rossi 70’ (rig.) Gallo 90’ | Marcatori | 54’ (rig.) Cancellato |

| Arbitro: | Gregoroni (Napoli) |

|                          |           |          |
| Rimondini 4’ Pompini 80’ | Marcatori | 70’ Asta |

| Arbitro: | Cassarà (Palermo) |

|                         |           |  |
| Giorgio 89’ Guidoni 90’ | Marcatori |  |

| Arbitro: | Strazzera (Trapani) |

|                                      |           |          |
| Schwoch 1’, 68’ D'Aloisio 57’ (rig.) | Marcatori | 15’ Asta |

| Arbitro: | Castellani (Verona) |

|                     |           |             |
| Balesini 72’ (rig.) | Marcatori | 41’ Guidoni |

| Arbitro: | N. Ayroldi (Molfetta) |

|             |           |         |
| Carletti 7’ | Marcatori | 6’ Erba |

| Arbitro: | Pizzzini (Verona) |

|                          |           |  |
| Cecchini 28’ Vecchio 59’ | Marcatori |  |

| Arbitro: | Ingenito (Nocera Inferiore) |

|         |           |              |
| Erba 9’ | Marcatori | 74’ Cattaneo |

| Massa 7 aprile 1996 28ª giornata | Massese           | 0 – 0 | Monza | Stadio degli Oliveti\| Arbitro: \| Acronzio (Teramo) \| |
| Arbitro:                         | Acronzio (Teramo) |       |       |                                                         |

| Arbitro: | Sputore (Vasto) |

|                        |           |                               |
| Guidoni 1’ Giorgio 33’ | Marcatori | 22’ Campolattano 84’ Califano |

| Arbitro: | Pascariello (Lecce) |

|             |           |  |
| Paolino 14’ | Marcatori |  |

| Arbitro: | Calabrese (Avezzano) |

|                                           |           |  |
| Matteazzi 22’ (aut.) Guidoni 30’ Erba 51’ | Marcatori |  |

| Arbitro: | Gambino (Barletta) |

|             |           |          |
| Carboni 30’ | Marcatori | 46’ Erba |

| Arbitro: | Guiducci (Arezzo) |

|             |           |  |
| Giorgio 65’ | Marcatori |  |

| Arbitro: | N. Ayroldi (Molfetta) |

|              |           |          |
| Colacone 70’ | Marcatori | 60’ Asta |

## Semifinale play-off
| Arbitro: | Sputore (Vasto) |

|  |           |              |
|  | Marcatori | 22’ Esposito |

| Arbitro: | Calabrese (Avezzano) |

|              |           |  |
| Dal Moro 75’ | Marcatori |  |

## Coppa Italia
| Arbitro: | Lana (Torino) |

|  |           |                         |
|  | Marcatori | 58’ Amoruso 89’ Vlaovic |

## Coppa Italia Serie C
| Arbitro: | Cito (Nichelino) |

|                                    |           |                     |
| Capparella 81’ (rig.) Varriale 90’ | Marcatori | 58’ (rig.) Hervatin |

| Arbitro: | Alario (Civitavecchia) |

|                                   |           |           |
| Erba 54’, 75’ Viali 64’ Gallo 90’ | Marcatori | 10’ Taldo |

| Arbitro: | Biasutto (Vicenza) |

|  |           |                       |
|  | Marcatori | 47’ Frattin 68’ Faini |

| Arbitro: | Mariani (Perugia) |

|  |                      |                       |
|  | Marcatori            | 78’ Gallo 88’ Guidoni |
|  | Tiri di rigore 4 – 7 |                       |

| Lecce 11 febbraio 1996 Quarti - andata | Lecce                      | 0 – 0 | Monza | Stadio Via del Mare\| Arbitro: \| Cardella (Torre del Greco) \| |
| Arbitro:                               | Cardella (Torre del Greco) |       |       |                                                                 |

| Arbitro: | Longo (Paola) |

|                      |           |               |
| Asta 44’ Guidoni 72’ | Marcatori | 79’ Francioso |

| Arbitro: | Ferrarini (Parma) |

|                            |           |               |
| Giorgio 30’, 49’ Rossi 66’ | Marcatori | 85’ Terrevoli |

| Acireale 25 aprile 1996 Semifinale - ritorno | Acireale         | 0 – 0 | Monza | Stadio Tupparello\| Arbitro: \| Pin (Conegliano) \| |
| Arbitro:                                     | Pin (Conegliano) |       |       |                                                     |

| Arbitro: | Gregoroni (Napoli) |

|  |           |              |
|  | Marcatori | 26’ Balesini |

| Arbitro: | Pirrone (Messina) |

|                     |           |  |
| Esposito 67’ (rig.) | Marcatori |  |